# Duxelles
Duxelles (francouzsky: [dyksɛl]) je houbový pokrm – nádivka, který slouží jako příloha k masu či jiné zelenině. Tvůrcem původního receptu je francouzský kuchař François Pierre La Varenne (1615–1678), který jej pojmenoval po svém zaměstnavateli francouzském maršálovi Nicolasi Chalonu du Blé, markýzi d'Uxelles.
V receptu lze použít libovolné namleté či najemno nakrájené houby, které jsou dušeny na másle s osmaženou šalotkou. Směs může být kořeněná čerstvými bylinkami, jako tymián, petrželka a pepřem, doplněná smetanou, sherry, nebo madeirou. Výsledkem je „houbová kaše“ kterou lze konzumovat jako přílohu, nebo použít v dalších receptech. Typické je použití v anglickém receptu hovězí Wellington.
V receptu není použita sůl, protože sůl by vytáhla z hub vodu a duxelles by bylo suché. Navíc se počítá s tím, že sůl bude použita při přípravě hlavního jídla.
Obzvláště doporučené je použít pro přípravu hřiby, které jsou chuťově výraznější, i když sám La Varenne ve své knize Le Cuisinier françois zmiňuje houby „pařížské“ – tedy bílé žampiony.
Některé recepty doporučují použít houby sušené místo hub čerstvých. Důvodem je, aby při pečení v těstě nedošlo k pnutí a roztržení slaného „koláče“. Pokud je duxelles použito jako příloha, jsou preferovány houby čerstvé.